# Bars, Dordogne

Bars este o comună în departamentul Dordogne din sud-vestul Franței. În 2009 avea o populație de 235 de locuitori.

## Evoluția populației
| An        | 1975 | 1982 | 1990 | 1999 | 2006 | 2009 |
| --------- | ---- | ---- | ---- | ---- | ---- | ---- |
| Populație | 254  | 228  | 217  | 214  | 236  | 235  |